# سد جومين
سد جومين هو سد في تونس تم تشييده سنة 1983. تبلغ مساحة حوضه 418,000 كم مربع. ويقدر على تخزين 123,850 مليمتر مكعب. أما معدل المساهمة السنوية فيبلغ 118,964 مليمتر مكعب. ويقع في شمال البلاد.

## المصدر
- السدود التونسية نسخة محفوظة 28 سبتمبر 2007 على موقع واي باك مشين.